# Lady Elizabeth
Lady Elizabeth es una barcaza de hierro naufragada de 1.155 toneladas construida por Robert Thompson Jr. de Southwick, Sunderland, y botada el 4 de junio de 1879. Robert Thompson Jr. era uno de los hijos de Robert Thompson Sr., propietario y director del astillero familiar J. L. Thompson & Sons. Thompson Jr. acabó abandonando el negocio familiar en 1854 para iniciar su propio negocio de construcción naval en Southwick, Sunderland. El buque fue construido para John Wilson como sustituto de otro barco anterior llamado también Lady Elizabeth, de 658 toneladas y construido en 1869, que se hundió frente a la isla de Rottnest, Australia Occidental, en 1878.

## Hundimiento
En junio de 1913, fue convertido en un barco carbonero. Fue vendido al Crown Receiver of Wrecks de las Islas Malvinas por 1.000 libras. El Lady Elizabeth permaneció estacionado allí hasta el 17 de febrero de 1936, cuando sus amarras se rompieron durante una tormenta y fue a la deriva hasta donde yace ahora, en Whalebone Cove, en Rada de Puerto Argentino/Stanley.

## En la actualidad

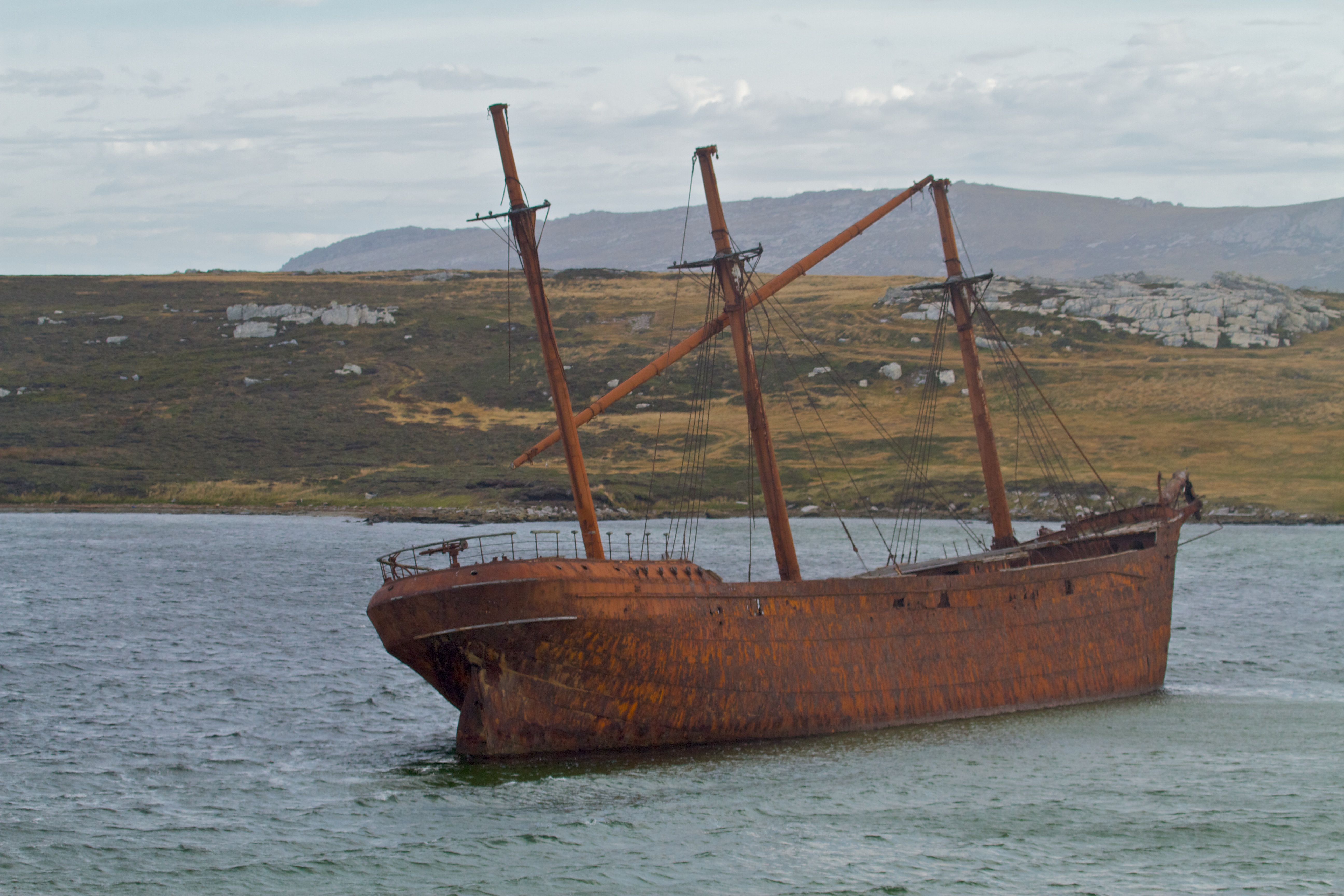
Lady Elizabeth en 2012.

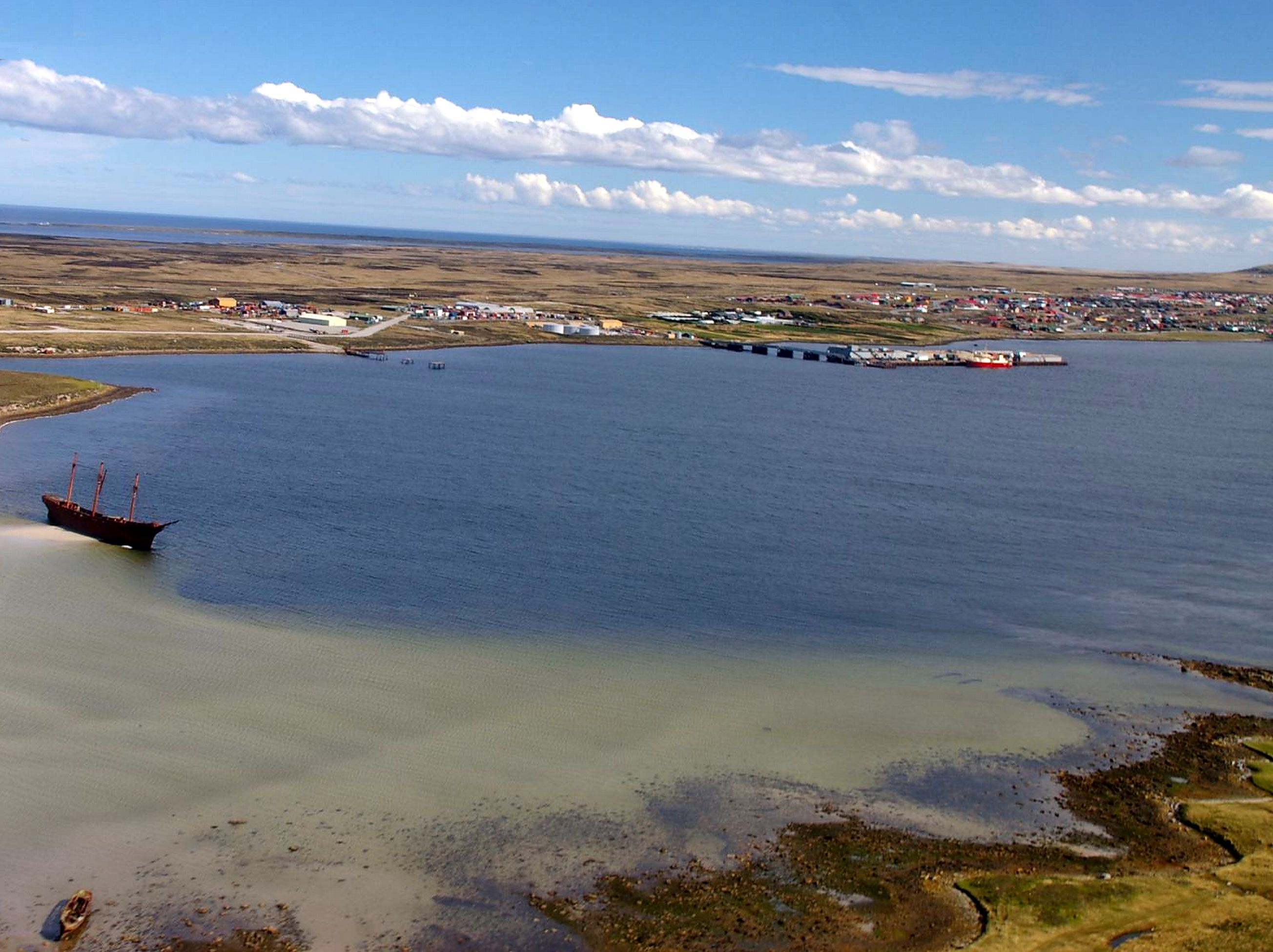
Se puede ver al Lady Elizabeth a la izquierda en esta fotografía del puerto de 2007.

Lady Elizabeth sigue intacto y parcialmente varado en Whalebone Cove. Se ha informado de que el barco se balancea de un lado a otro durante las mareas altas debido al embate de las olas. Muchos de los accesorios del barco siguen unidos al Lady Elizabeth, incluida la manivela principal para el ancla, los pescantes que sujetarían los dos botes salvavidas, parte de la cofa, parte de la escalera de caracol y la mayor parte de su cubierta de madera. Sin embargo, la mayor parte del barco está muy oxidada y la quilla ha empezado a desprenderse dejando grandes agujeros. Durante la marea alta, el fondo del barco se inunda. Todavía quedan restos de pintura en el interior del barco. Algunos remaches de hierro se han oxidado y el mamparo de estribor se ha salido.
En junio de 1984, el propietario evaluó los daños del Lady Elizabeth. Utilizando los informes originales de la evaluación de los daños realizada en 1913, encontraron el agujero de un palmo de largo en la quilla e informaron de que, efectivamente, ésta era la razón por la que el barco no se mantenía a flote. Sin embargo, si el Lady Elizabeth era remolcado para ser reparado en dique seco, podría volver a navegar. Por desgracia, no hay dique seco en Port Stanley.
Desde que descansa en Whalebone Cove, los camarotes de popa han sido desprovistos de toda madera y vandalizados. El timón del barco sigue intacto pero muestra una corrosión grave y está girado a babor, con los timones de dirección intactos pero también corroídos. Falta la rueda del timón. No se ha localizado el ancla original, pero se cree que está enterrada en el lugar donde el Lady Elizabeth se utilizaba como carbonera. El Receptor de Pecios de la Corona tenía previsto rescatar el Lady Elizabeth y convertirlo en un museo flotante. Sin embargo, debido a la falta de financiación, el proyecto nunca llegó a completarse.
En el invierno de 2008, el bauprés del barco se rompió durante una tormenta. El Falkland Islands Museum & National Trust ha debatido la retirada del bauprés.